# Urd Tessera
L'Urd Tessera è una struttura geologica della superficie di Venere.